# Разлом (фильм, 2018)
«Разлом» (норв. Skjelvet, также «Землетрясение») — норвежский фильм-катастрофа, вышедший в 2018 году и ставший дебютом в режиссуре кинооператора Йона Андреаса Андерсена. Продолжение фильма «Волна» 2015 года. Сюжет «Разлома» разворачивается три года спустя после первой части. В этот раз героям предстоит пережить разрушительное землетрясение в Осло.
Русский трейлер фильма вышел в конце декабря 2018 года, цифровой релиз в РФ состоялся 3 января 2019 года.

## Сюжет
После катастрофы в Гейрангере прошло три года. Несмотря на то, что геолога Кристиана Айкорда считают героем, спасшим множество людей, сам он не может оправиться от посттравматического расстройства: он считает, что можно было спасти больше людей и живёт в предчувствии новых катастроф. Оставшись в посёлке, он живёт один, тогда как его семья переехала в Осло. Когда дочь приезжает навестить его на несколько дней, Кристиан почти сразу отправляет её назад, понимая, что не может находиться с ребёнком.
В это время приходит известие о гибели бывшего коллеги Кристиана, геолога Конрада Линдблёма, в одном из тоннелей рядом с Осло, где произошло небольшое обрушение. Кристиан приходит домой к Линдблёму, и его дочь Марит даёт ему разрешение ознакомиться с документами отца. По анализу сейсмической активности вокруг Осло Кристиан понимает, что за последние годы численность толчков сильно увеличилась, и что в тоннеле Линдблём оказался не случайно, а проводил там замеры. Кристиан приезжает в Осло и разговаривает с начальником сейсмической службы Йоханнесом Лёбергом, однако тот уверен, что многие толчки имеют техногенный характер и просто представляют собой взрывы при строительстве. Кристиан навещает семью и договаривается прийти на следующий день на концерт, где танцует его дочь.
Ещё раз возвращаясь к расчётам Линдблёма, Кристиан вместе с Марит едет в тоннель и находит там пробу грунта, которую брал Линдблём. Когда Кристиан и Марит возвращаются в город, Кристиан обнаруживает, что порода из пробы очень ломкая. В это время по всему городу происходит отключение электричества и несколько толчков. Идун, жена Кристиана, вышедшая из зала, чтобы позвонить опаздывающему на концерт мужу, успевает вытащить дочь из здания, которое готовится разрушиться. Кристиан ещё раз говорит с Йоханнесом и показывает ему образец породы, но тот по-прежнему считает, что эти небольшие толчки не предвещают чего-то большего.
На компьютере Линдблёма Кристиан видит трансляции с видеокамер, на которых видны умирающие мыши. Он понимает, что мыши умерли от выделения газов в результате начинающихся разломов коры, что говорит о приближении землетрясения. Он звонит сыну-студенту, чтобы тот покинул здание университета, а когда тот не берёт трубку (потому, что находится на занятии), сообщает в полицию, что он заложил туда бомбу. Забрав из дома дочь Юлию, Кристиан с Марит едут в гостиницу, расположенную в небоскрёбе, чтобы предупредить и спасти Идун. Та оказывается на 34 этаже, куда устремляется Кристиан. Марит остаётся на улице с Юлией, но та незаметно исчезает, чтобы догнать отца. В это время в городе начинаются толчки, гаснет электричество, часть зданий рушится.
Кристиан находит Идун на 34 этаже, и она соглашается спуститься с ним вниз посидеть в кафе и обсудить его страх, но во время отключения электричества лифт останавливается и кабина падает на несколько этажей вниз, а затем застревает. В это время Марит догоняет Юлию, которая тоже оказывается на 34 этаже. Рядом стоящий небоскрёб падает, частично разрушая здание гостиницы. Этаж, на котором оказываются Марит и Юлия, сильно наклоняется, и они чуть не скатываются вниз. В лифтовой шахте Кристиану удаётся выбраться наружу, а Идун погибает из-за того, что кабина лифта срывается и падает на неё сверху, увлекая вниз шахты. Кристиан снова пробирается на 34 этаж к Марит и Юлии. С большим трудом им удаётся спастись.
В последних кадрах фильма Марит возвращается домой, где смотрит на свою детскую фотографию с отцом, а Кристиан с сыном и дочерью по фьорду возвращаются в Гейрангер.

## В ролях
| Актёр                   | Роль                          |
| ----------------------- | ----------------------------- |
| Кристоффер Йонер        | Кристиан Айкорд (геолог)      |
| Ане Даль Торп           | Идун Карлсен (жена Кристиана) |
| Йонас Хофф Офтебро      | Сондре (сын Кристиана и Идун) |
| Эдит Хогенруд-Сэнд      | Юлия (дочь Кристиана и Идун)  |
| Кэтрин Торборг Йохансен | Марит                         |
| Стиг Амдам              | Йоханнес Лёберг               |

## Критика
Фильм получил в целом положительные отзывы кинокритиков. На сайте Rotten Tomatoes рейтинг составляет 84 %, основываясь на 37 рецензиях со средним баллом 6,7 из 10.